# Georgetown (Califórnia)
Georgetown é uma região censitária localizada no Estado americano da Califórnia, no condado de El Dorado.

## Geografia
A área total da cidade é de 10,7 km² (4,1 mi²), sendo 10,7 km² (4,1 mi²) de terra e 0.24% de água.

### Localidades na vizinhança
O diagrama seguinte representa as localidades num raio de 24 km ao redor de Georgetown.

## Demografia
De acordo com o censo de 2000, a densidade populacional é de 90,2/km² (233,4/mi²) entre os 962 habitantes, distribuídos da seguinte forma:
- 95,11% caucasianos
- 0,10% afro-americanos
- 1,35% nativo americanos
- 1,35% asiáticos
- 0,42% outros
- 1,66% mestiços
- 3,74% latinos

Existem 266 famílias na cidade, e a quantidade média de pessoas por residência é de 2,46 pessoas.

## Marco histórico
Georgetown possui apenas uma entrada no Registro Nacional de Lugares Históricos, a Georgetown Civil War Armory.